# 準ヒルダ群彗星
準ヒルダ群彗星 (じゅんヒルダぐんすいせい、Quasi-Hilda comet) とは、ヒルダ群に似た軌道を持つ、木星と2:3の軌道共鳴をしている彗星のグループである。

## 一覧
番号登録周期彗星
- ホイップル彗星 (36P)
- オテルマ彗星 (39P)
- スミルノワ・チェルヌイフ彗星 (74P)
- ロングモア彗星 (77P)
- ゲーレルス第3彗星 (82P)
- ヘリン・ローマン・クロケット彗星 (111P)
- ヘリン・ローマン・アルー第1彗星 (117P)
- シューメーカー・レヴィ第3彗星 (129P)
- シューメーカー・レヴィ第8彗星 (135P)
- 串田・村松彗星 (147P)

番号未登録周期彗星
- スキッフ・香西彗星 (D/1977 C1)
- シューメーカー・レヴィ第9彗星 (D/1993 F2)
- ラーゲルクヴィスト彗星 (P/1996 R2)
- カタリナ彗星 (P/1999 XN120)
- LINEAR彗星 (P/2001 YX127)
- NEAT彗星 (P2002 O8)
- LINEAR・NEAT彗星 (P/2003 CP7)
- NEAT彗星 (P/2004 F3)